# 11725 Victoriahsu
11725 Victoriahsu è un asteroide della fascia principale. Scoperto nel 1998, presenta un'orbita caratterizzata da un semiasse maggiore pari a 2,8073841 UA e da un'eccentricità di 0,0542450, inclinata di 2,02642° rispetto all'eclittica.